# اسموکی پوینت (واشینگتن)
اسموکی پوینت (به انگلیسی: Smokey Point) یک منطقهٔ مسکونی در ایالات متحده آمریکا است که در شهرستان اسنوهومیش، واشینگتن واقع شده‌است. اسموکی پوینت ۶٫۹ کیلومتر مربع مساحت و ۱٬۵۵۶ نفر جمعیت دارد و ۳۸ متر بالاتر از سطح دریا واقع شده‌است.